# Benjamín Orbón
Benjamín González Orbón y Fernández Corujedo (* 27. April 1877 in Aviles; † 6. August 1944 in Havanna, Kuba) war ein spanischer Pianist, Komponist und Musikpädagoge.

## Leben
Orbón spielte in seiner Kindheit Akkordeon, später Geige. An der Academia de Bellas Artes de San Salvador in Oviedo studierte er Klavier und trat zwölfjährig erstmals als Pianist auf. Er vollendete sein Studium am Real Conservatorio Superior de Música de Madrid und debütierte 1899 als Konzertpianist am Ateneo de Madrid. Nach einer Konzerttournee durch Spanien, bei der er auch vor der königlichen Familie spielte, begann er eine Konzertreise durch Amerika. Ein Jahr lang trat er in Havanna auf, danach in Mexiko und den USA.
1906 wurde in Gijón seine Zarzuela La víspera de San Juan uraufgeführt. Um diese Zeit reiste er erneut nach Kuba und gründete in Havanna das Conservatorio Orbón, das später auch staatlich anerkannt wurde. Er lebte als Musikpädagoge in Kuba, kehrte aber regelmäßig nach Spanien zurück. 1933 wurden seine Rapsodia asturiana und die Danzas asturianas am Teatro Español in Madrid aufgeführt. Benjamín Orbón war der Vater des Komponisten Julián Orbón.

## Werke
- La víspera de San Juan, Zarzuela
- Rapsodia asturiana
- Danzas asturinas
- Polonesa für Klavier
- Vals-Scherzzo